# بيوريا
بيوريا (بالإنجليزية: Peoria, Arizona)‏ هي مدينة تقع في مقاطعة ماريكوبا، أريزونا، مقاطعة يافاباي، أريزونا بولاية أريزونا في الولايات المتحدة. تبلغ مساحة هذه المدينة 461 (كم²)، وترتفع عن سطح البحر 348 م، بلغ عدد سكانها 154065 نسمة في عام 2010 حسب إحصاء مكتب تعداد الولايات المتحدة وتصل الكثافة السكانية فيها 334.19 نسمة/كم2.

## التركيبة السكانية
حدّد مكتب تعداد الولايات المتحدة بيانات التركيبة السكانية لبيوريا في تعداد الولايات المتحدة. في ما يلي، التركيبة السكانية حسب تعدادي 2000 و2010.

### تعداد عام 2000
بلغ عدد سكان بيوريا 108,364 نسمة بحسب تعداد عام 2000، وبلغ عدد الأسر 39,184 أسرة وعدد العائلات 29,299 عائلة مقيمة في المدينة. في حين سجلت الكثافة السكانية 233.4 نسمة لكل كيلومتر مربع (604.5/ميل2). وبلغ عدد الوحدات السكنية 42,573 وحدة بمتوسط كثافة قدره 91.7 لكل كيلومتر مربع (237.5/ميل2).
وتوزع التركيب العرقي للمدينة بنسبة 84.95% من البيض و2.78% من الأمريكيين الأفارقة و0.68% من الأمريكيين الأصليين و1.92% من الأمريكيين ذوي الأصول الآسيوية و0.11% من سكان جزر المحيط الهادئ و7.09% من الأعراق الأخرى و2.48% من عرقين مختلطين أو أكثر و15.41% من الهسبانيون أو اللاتينيون من أي عرق.
بلغ عدد الأسر 39,184 أسرة كانت نسبة 40.4% منها لديها أطفال تحت سن الثامنة عشر تعيش معهم، وبلغت نسبة الأزواج القاطنين مع بعضهم البعض 62% من أصل المجموع الكلي للأسر، ونسبة 9.1% من الأسر كان لديها معيلات من الإناث دون وجود شريك، بينما كانت نسبة 3.7% من الأسر لديها معيلون من الذكور دون وجود شريكة وكانت نسبة 25.2% من غير العائلات. تألفت نسبة 20.5% من أصل جميع الأسر من عدة أفراد يعيشون في نفس المنزل ونسبة 10.3% كانت تتألف من شخص يعيش بمفرده يبلغ من العمر 65 عاماً أو أكثر. وبلغ متوسط حجم الأسرة المعيشية 2.73، أما متوسط حجم العائلات فبلغ 3.16.
بلغ العمر الوسطي للسكان 35.6 عاماً. وكانت نسبة 28.3% من القاطنين تحت سن الثامنة عشر، وكانت نسبة 6.7% بين الثامنة عشر والرابعة والعشرين عاماً، ونسبة 30.5% كانت واقعةً في الفئة العمرية ما بين الخامسة والعشرين والرابعة والأربعين عاماً، ونسبة 19.8% كانت ما بين الخامسة والأربعين والرابعة والستين، ونسبة 13.3% كانت ضمن فئة الخامسة والستين عاماً فما فوق. يوجد لكل 100 أنثى 93.3 ذكر، ويوجد لكل 100 أنثى في الثامنة عشر من عمرها فما فوق 89.0 ذكر.
بلغ متوسط دخل الأسرة في المدينة 52,199 دولارًا، أما متوسط دخل العائلة فبلغ 58,388 دولارًا. وكان متوسط دخل الذكور 40,448 دولارًا مقابل 29,205 دولارًا للإناث. وسجل دخل الفرد الخاص بالمدينة 22,726 دولارًا. وكانت نسبة 3.3% من العائلات ونسبة 5.3% من السكان تحت خط الفقر، وكان من هؤلاء نسبة 6.1% تحت سن الثامنة عشر ونسبة 6.3% في الخامسة والستين من العمر وما فوق.

### تعداد عام 2010
بلغ عدد سكان بيوريا 154,065 نسمة بحسب تعداد عام 2010، وبلغ عدد الأسر 57,457 أسرة وعدد العائلات 40,617 عائلة مقيمة في المدينة. في حين سجلت الكثافة السكانية 331.9 نسمة لكل كيلومتر مربع (859.6/ميل2). وبلغ عدد الوحدات السكنية 64,818 وحدة بمتوسط كثافة قدره 139.6 لكل كيلومتر مربع (361.6/ميل2).
وتوزع التركيب العرقي للمدينة بنسبة 82.16% من البيض و3.36% من الأمريكيين الأفارقة و0.95% من الأمريكيين الأصليين و3.23% من الأمريكيين ذوي الأصول الآسيوية و0.14% من سكان جزر المحيط الهادئ و7.04% من الأعراق الأخرى و3.11% من عرقين مختلطين أو أكثر و18.58% من الهسبانيون أو اللاتينيون من أي عرق.
بلغ عدد الأسر 57,457 أسرة كانت نسبة 36.3% منها لديها أطفال تحت سن الثامنة عشر تعيش معهم، وبلغت نسبة الأزواج القاطنين مع بعضهم البعض 54% من أصل المجموع الكلي للأسر، ونسبة 11.6% من الأسر كان لديها معيلات من الإناث دون وجود شريك، بينما كانت نسبة 5.1% من الأسر لديها معيلون من الذكور دون وجود شريكة وكانت نسبة 29.3% من غير العائلات. تألفت نسبة 23.5% من أصل جميع الأسر من عدة أفراد يعيشون في نفس المنزل ونسبة 10.7% كانت تتألف من شخص يعيش بمفرده يبلغ من العمر 65 عاماً أو أكثر. وبلغ متوسط حجم الأسرة المعيشية 2.66، أما متوسط حجم العائلات فبلغ 3.15.
بلغ العمر الوسطي للسكان 38.1 عاماً. وكانت نسبة 26% من القاطنين تحت سن الثامنة عشر، وكانت نسبة 8.4% بين الثامنة عشر والرابعة والعشرين عاماً، ونسبة 25.7% كانت واقعةً في الفئة العمرية ما بين الخامسة والعشرين والرابعة والأربعين عاماً، ونسبة 25.6% كانت ما بين الخامسة والأربعين والرابعة والستين، ونسبة 14.3% كانت ضمن فئة الخامسة والستين عاماً فما فوق. وتوزع التركيب الجنسي للسكان بنسبة 48% ذكور و52% إناث.

## المناخ
يظهر الجدول التالي التغييرات المناخية على مدار السنة لبيوريا:
| البيانات المناخية لـبيوريا        | البيانات المناخية لـبيوريا | البيانات المناخية لـبيوريا | البيانات المناخية لـبيوريا | البيانات المناخية لـبيوريا | البيانات المناخية لـبيوريا | البيانات المناخية لـبيوريا | البيانات المناخية لـبيوريا | البيانات المناخية لـبيوريا | البيانات المناخية لـبيوريا | البيانات المناخية لـبيوريا | البيانات المناخية لـبيوريا | البيانات المناخية لـبيوريا | البيانات المناخية لـبيوريا |
| الشهر                             | يناير                      | فبراير                     | مارس                       | أبريل                      | مايو                       | يونيو                      | يوليو                      | أغسطس                      | سبتمبر                     | أكتوبر                     | نوفمبر                     | ديسمبر                     | المعدل السنوي              |
| --------------------------------- | -------------------------- | -------------------------- | -------------------------- | -------------------------- | -------------------------- | -------------------------- | -------------------------- | -------------------------- | -------------------------- | -------------------------- | -------------------------- | -------------------------- | -------------------------- |
| الدرجة القصوى °ف (°م)             | 87 (31)                    | 89 (32)                    | 98 (37)                    | 103 (39)                   | 113 (45)                   | 122 (50)                   | 122 (50)                   | 116 (47)                   | 114 (46)                   | 108 (42)                   | 95 (35)                    | 84 (29)                    | 122 (50)                   |
| متوسط درجة الحرارة الكبرى °ف (°م) | 68 (20)                    | 72 (22)                    | 78 (26)                    | 86 (30)                    | 95 (35)                    | 103 (39)                   | 107 (42)                   | 105 (41)                   | 100 (38)                   | 86 (30)                    | 76 (24)                    | 66 (19)                    | 87 (31)                    |
| متوسط درجة الحرارة الصغرى °ف (°م) | 42 (6)                     | 45 (7)                     | 50 (10)                    | 56 (13)                    | 65 (18)                    | 79 (26)                    | 80 (27)                    | 79 (26)                    | 73 (23)                    | 50 (10)                    | 48 (9)                     | 41 (5)                     | 59 (15)                    |
| أدنى درجة حرارة °ف (°م)           | 20 (−7)                    | 24 (−4)                    | 24 (−4)                    | 32 (0)                     | 27 (−3)                    | 51 (11)                    | 62 (17)                    | 54 (12)                    | 48 (9)                     | 35 (2)                     | 28 (−2)                    | 21 (−6)                    | 20 (−7)                    |
| الهطول إنش (مم)                   | 1.04 (26)                  | 1.33 (34)                  | 1.07 (27)                  | 0.33 (8.4)                 | 0.10 (2.5)                 | 0.04 (1.0)                 | 0.92 (23)                  | 1.2 (30)                   | 0.82 (21)                  | 0.61 (15)                  | 0.68 (17)                  | 1.05 (27)                  | 9.19 (231.9)               |
| المصدر: The Weather Channel       |                            |                            |                            |                            |                            |                            |                            |                            |                            |                            |                            |                            |                            |

## أعلام
- غريدي لويس
- روث بيرمان هاريس
- تايلر شميت
- ماري بيترز
- جمال مايلز

## وصلات خارجية
- http://www.peoriaaz.gov/